# Brazil Railway Company

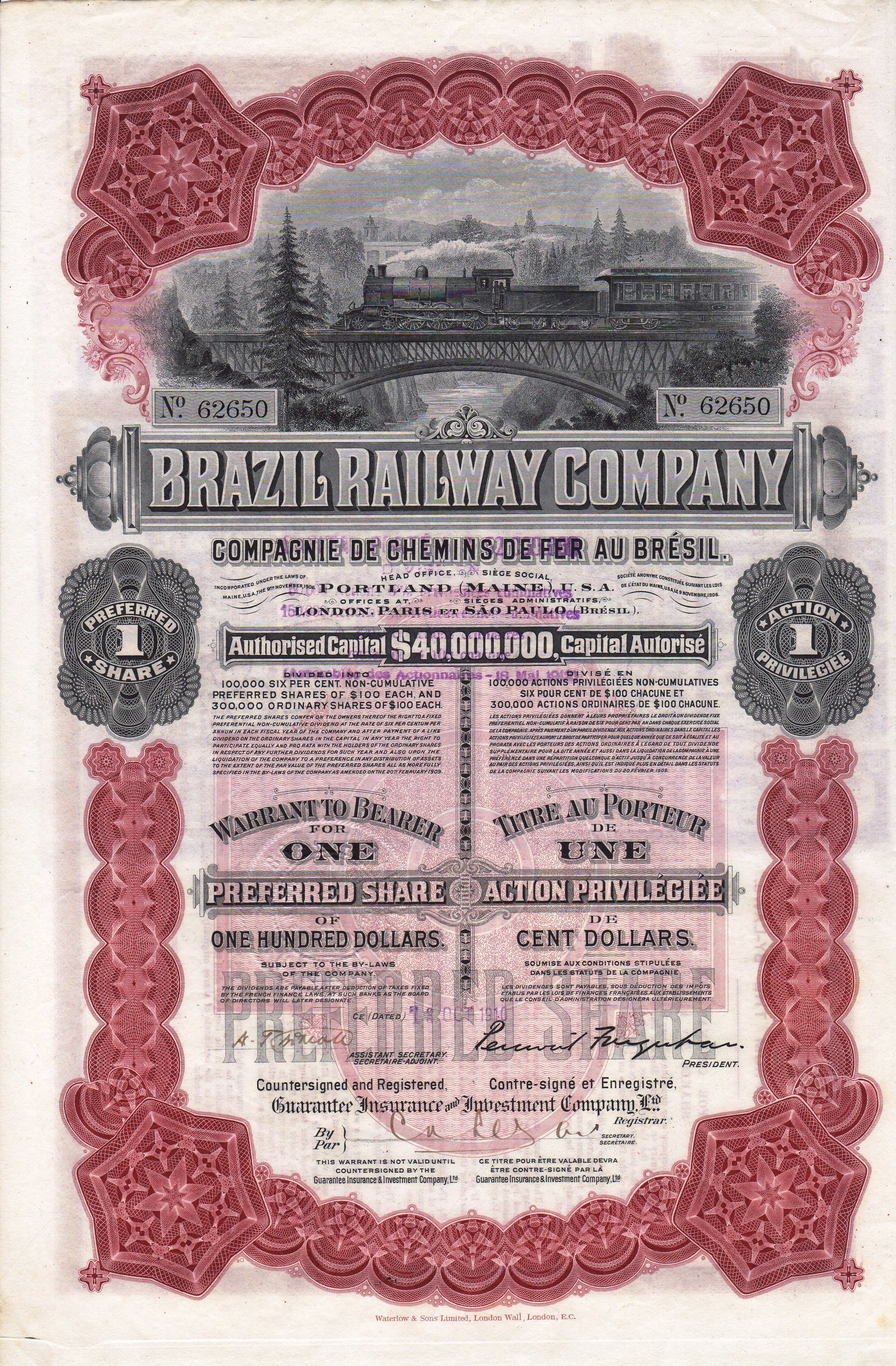
Aktie der Gesellschaft

Die Brazil Railway Company war eine US-amerikanische Holding-Gesellschaft mit Sitz in Portland, Maine, die in Brasilien zwischen 1906 und 1917 einen Großteil des Schienennetzes des Landes kontrollierte.

## Geschichte
Am 12. November 1906 gründete der US-amerikanische Investor und Tycoon Percival Farquhar in Portland, Maine, die Brazil Railway Company. Weitere Tochtergesellschaften wie die Argentine Railway Company, Bolivian Railway Company, Uruguay Railway Company, u. a. folgten und Farquhar erlangte über diese Unternehmen innerhalb kurzer Zeit Mehrheitsbeteiligungen von vielen in Lateinamerika aktiven Eisenbahngesellschaften. Sein Ziel war es, langfristig die Kontrolle über alle Eisenbahngesellschaften in Mittel- und Südamerika zu erreichen. Zudem gründeten und kauften die Gesellschaften wiederum Tochtergesellschaften, die sich mit der Kolonisierung befassten, in der Viehzucht tätig waren oder sich in wichtigen industriellen Bereichen, wie der Holzindustrie, der Kautschukgewinnung oder dem Teeanbau betätigten. Ferner erwarben sie mehrere wichtige Häfen und Hotels in größeren Städten. Hinter Farquhar stand ein internationales Bankenkonsortium, an dem Banken aus den USA, Frankreich, Großbritannien und dem Deutschen Reich beteiligt waren.
Alle von Farquhar gegründeten Gesellschaften zusammen wurden oft als Farquhar-Syndikat oder Farquhar-Trust bezeichnet. Dieser entwickelte sich für einige Jahre zu einem der einflussreichsten wirtschaftlichen Faktoren in Südamerika.
Schon die Balkankriege führten zu ersten finanziellen Problemen der Gesellschaft. Der Ausbruch des Ersten Weltkriegs 1914 und die daraus resultierende Knappheit an ausländischem Kapital bereiteten den Plänen jedoch das endgültige Ende. Die Krise führte zu großen Verlusten und die US-amerikanische Regierung war gezwungen die Brazil Railway Company und alle ihre Tochtergesellschaften 1917 unter Zwangsverwaltung zu stellen. Später kamen die verschiedenen Gesellschaften unter die Kontrolle der jeweiligen Landesregierungen. Die Abwicklung der Brazil Railway Company zog sich über Jahrzehnte hin. 1970 wurde auf ihre Anleihen eine letzte Ausschüttung von 5 % gezahlt.

## Tochtergesellschaften und kontrollierte Unternehmen

### Eisenbahngesellschaften in Brasilien

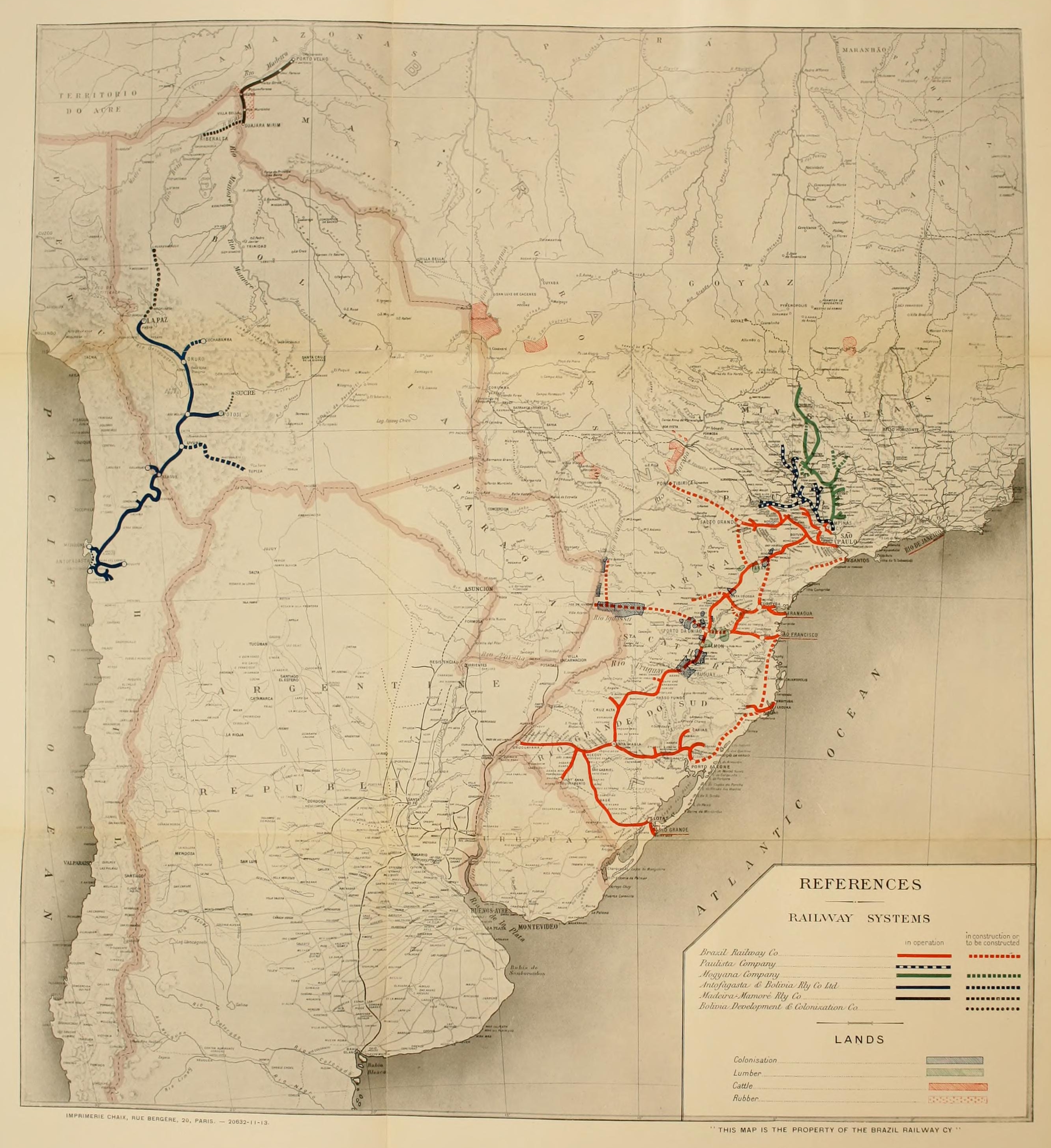
Schienennetz und Landbesitz in Brasilien 1913

Die Brazil Railway Company kontrollierte 1913 mit 11.217 km Streckenlänge rund die Hälfte des Eisenbahnnetzes von Brasilien.
- Compagnie Auxiliaire de Chemins de Fer au Brésil
- Companhia Mogiana de Estradas de Ferro
- Companhia Paulista de Estradas de Ferro
- Estrada de Ferro Donna Thereza Christina
- Estrada de Ferro Madeira-Mamoré
- Estrada de Ferro Noroeste do Brasil
- Estrada de Ferro Norte do Paraná
- Estrada de Ferro São Paulo-Rio Grande
- Estrada de Ferro Sorocabana
- Estrada de Ferro Paraná
- Estrada de Ferro Vitória a Minas
- Goyaz Railway
- Porto de Souza and Manhuassú Railway
- Southern São Paulo Railway

Ferner die Straßenbahnen in Salvador, São Paulo, Belém und Rio Grande do Sul.

### Andere Gesellschaften in Brasilien
- Brazilian Traction, Light and Power Company (Elektrizitätswerke)
- Brazil Land, Cattle and Packing Company (Kolonisationsunternehmen)
- Companhia de Navegação da Amazônia (Schifffahrtsgesellschaft mit dem Recht der Schifffahrt auf allen zu Brasilien gehörenden Wasserwegen und der Postbeförderung auf den Schiffen)
- Industrial Norte e Oeste do Brazil (Kautschukgewinnung)
- Southern Brazil Lumber and Colonisation Company (Kolonisationsgesellschaft und das damals größte Holzunternehmen Südamerikas)
- Die Häfen von Rio Grande do Sul, Belém und Rio de Janeiro

Daneben mehrere Hotels und kleinere Betriebe.
Über die Kolonisationsunternehmen, die 100%ige Tochtergesellschaften waren, war man im Besitz von rund 9 Millionen Hektar Land.

### Eisenbahngesellschaften in anderen Ländern
- Antofagasta (Chili) & Bolivia Railway
- Bolivia Railway

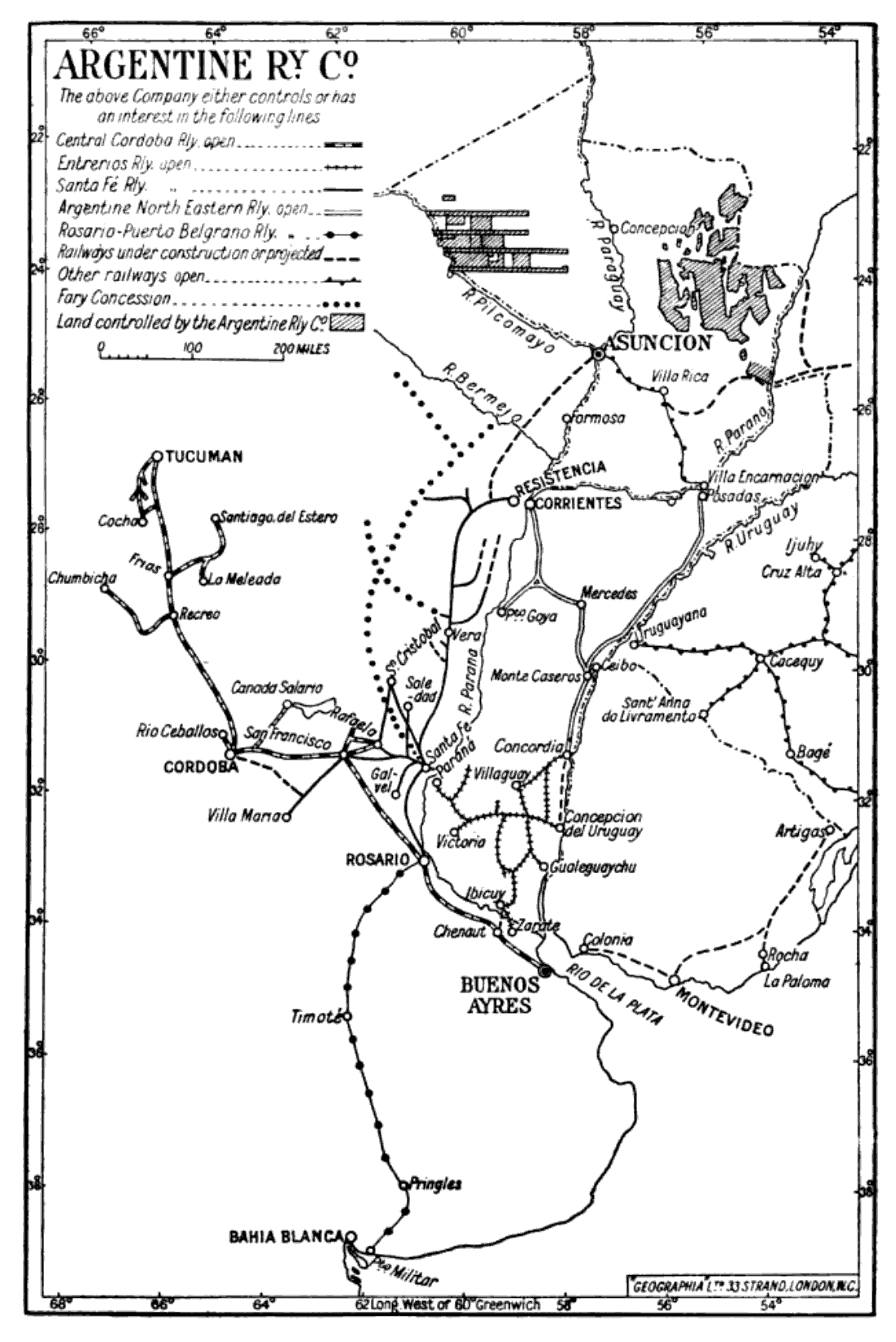
Schienennetz und Landbesitz der Argentine Railway Company

- Ferrocarril de Aguas Blancas (Bolivien)

- Über die im Juli 1912 gegründete Tochtergesellschaft Argentine Railway Company, ebenfalls mit Sitz in den USA, Kontrolle über mehr als ein Drittel der argentinischen Bahnen mit rund 13.500 km Länge.[8][9]
  - Argentine North Eastern Railway
  - Argentine Transandine Railway
  - Buenos Aires and Pacific Railway
  - Compagnie Française de Chemins de Fer dans la Province de Santa Fe
  - Compagnie du Chemin de Fer de Rosario à Puerto Belgrano
  - Compagnie générale de Chemins de Fer dans la Province de Buenos Aires
  - Córdoba Central Railway
  - Entre Ríos Railway

- Paraguay Central Railway

- Über die Uruguay Railway Company Kontrolle über die meisten Eisenbahngesellschaften in Uruguay.

### Andere Gesellschaften in anderen Ländern
- Alto Paraná Development Company (Betreiber von fünf Häfen am Río Paraná)
- Argentine Northern Land Company (Kolonisationsunternehmen)
- Bolivian Development and Colonisation Company (Kolonisationsunternehmen)
- Forestal Land, Timber and Railways Company (Kolonisationsunternehmen in Argentinien)
- Paraguay Land Cattle Company (Mit rund 10 Millionen Hektar gehörte der Gesellschaft fast ein Viertel des Landes)
- Sociedad Industrial Paraguaya (Größter Mate-Tee-Produzent)
- Hafen in Puerto Belgrano